# Spyridon Marinatos

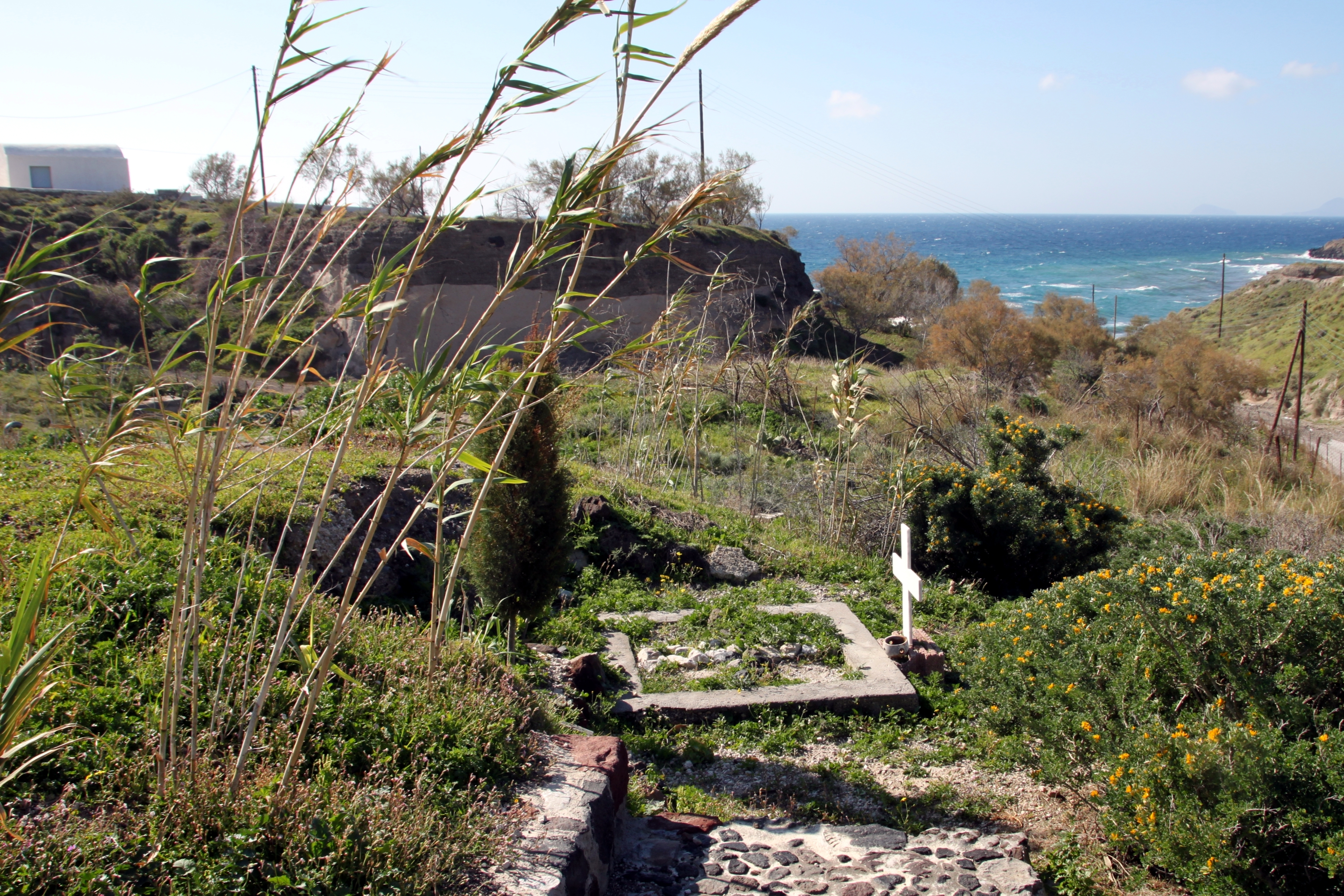
Hrob Spyridona Marinata v archeologickém nalezišti Akrotiri na ostrově Santorini

Spyridon Marinatos (řecky Σπυρίδων Νικολάου Μαρινάτος, 4. listopadu 1901 Lixouri – 1. října 1974 Santorini) byl řecký klasický archeolog. V roce 1955 se stal řádným členem Aténské akademie a v roce 1971 jejím předsedou.
V roce 1967 objevil Spyridon Marinatos mínojské město Akrotiri na ostrově Santorini. Město z doby bronzové bylo pohřbeno sopkou během takzvané mínojské erupce. Marinatos považoval erupci za příčinu úpadku mínojské kultury. Přesný čas výbuchu sopky je dodnes kontroverzní, ale bylo již prokázáno, že erupce k okamžitému úpadku mínojské kultury nevedla. Marinatos věřil, že v Akrotiri a jejím zničení našel historické jádro Platónova příběhu o Atlantidě. Během vykopávek v Akrotiri zemřel při zhroucení vykopané zdi. Je tam také pohřben a připomíná ho tam pamětní kámen.
Nástěnné malby Akrotiri, které objevil, lze vidět částečně v Národním archeologickém muzeu v Athénách, částečně na samotném ostrově v nově vybudovaném muzeu. Vykopávky pokračují s přerušeními až dodnes, po Marinatově smrti pod vedením jeho tehdejšího asistenta Christose Dumase.